# مکویل (ویسکانسین)
مکویل (به انگلیسی: Mackville) یک منطقهٔ مسکونی در ایالات متحده آمریکا است که در ویسکانسین واقع شده‌است. مکویل ۲۴۸٫۱۱ متر بالاتر از سطح دریا واقع شده‌است.